# Vilan van de Loo
Vilan van de Loo (Eindhoven, 15 november 1961) is een Nederlandse schrijfster, columniste, schrijfcoach, ghostwriter, gepromoveerd onderzoekster.

## Biografie
Van de Loo kwam uit een gezin met drie meisjes; zij was de middelste. Zij had als kind reeds de wens schrijfster te zijn en op de middelbare school schreef zij reeds artikelen voor de schoolkrant. 
Zij studeerde aan de Universiteit Leiden Nederlandse taal en letterkunde en studeerde daar in 1993 cum laude in af in de richting Indische letterkunde. In haar proefschrift behandelde zij de eerste Indische schrijfster van bestsellers, Melati van Java. Na tal van bezigheden, begon zij met schrijven van boeken, soms in opdracht, soms als onderzoeksresultaat, en andere en andere op eigen initiatief. Ook schreef ze over katten. Voorts schreef zij boeken over ouderen, vechtsport en bedrijfsboeken.
Tijdens haar studie had zij zich onder andere door het lezen van Indische damesromans verdiept in geschiedenis en literatuur  waarna ze geschiedenissen uit de voormalige Nederlandse kolonie Nederlands-Indië geënte boeken ging schrijven. Ze bezocht onder andere regelmatig de Tong Tong Fair, waarin zij een eigen talkshow had en in 2008 bezocht zij Indonesië op verzoek van de Stichting HALIN. Ze is initiatiefneemster van de Indische Schrijfschool, waar ze mensen met een Indisch verhaal helpt dit op papier te zetten.

## Externe website
Officiële website